# Арконате
Арконате (итал. Arconate) је насеље у Италији у округу Милано, региону Ломбардија.
Према процени из 2011. у насељу је живело 6475 становника. Насеље се налази на надморској висини од 178 м.

## Становништво
| 1931. | 1936. | 1951. | 1961. | 1971. | 1981. | 1991. | 2001. | 2011. |
| ----- | ----- | ----- | ----- | ----- | ----- | ----- | ----- | ----- |
| 2.317 | 2.339 | 2.815 | 3.286 | 4.006 | 4.402 | 4.474 | 5.440 | 6.524 |

## Партнерски градови
- Lennik